# Zeuxippe (Gattin des Pandion)
Zeuxippe (altgriechisch Ζευξίππη Zeuxíppē) ist eine Najade der griechischen Mythologie.
In der Bibliotheke des Apollodor ist sie die Schwester der Praxithea und heiratet deren Sohn Pandion. Von ihm bekommt sie die Töchter Prokne und Philomele sowie die Zwillingssöhne Erechtheus und Butes. Bei Hyginus Mythographus wird sie als Mutter des Argonauten Butes erwähnt, den sie mit ihrem Gatten Teleon hat. Als ihr Vater erscheint hier der Flussgott Eridanus.